# 勃利镇
勃利镇，是中华人民共和国黑龙江省七台河市勃利县下辖的一个乡镇级行政单位。

## 行政区划
勃利镇下辖以下地区：
吉祥村、新华村、元明村、镇安村、城西村、镇南村、东岗村、和平村、大五村、蔬菜村、荣兴村、太平村、九龙村、新起村、顺天村、星华村、全胜村、通天一林场、通天二林场和宏伟林场。